# Popis vrsta roda Dendrobium
Popis vrsta roda Dendrobium
1. Dendrobium aberrans Schltr.
2. Dendrobium abhaycharanii (Phukan & A.A.Mao) Schuit. & Peter B.Adams
3. Dendrobium acaciifolium J.J.Sm.
4. Dendrobium acanthephippiiflorum J.J.Sm.
5. Dendrobium acerosum Lindl.
6. Dendrobium aciculare Lindl.
7. Dendrobium acinaciforme Roxb.
8. Dendrobium aclinia Rchb.f.
9. Dendrobium acuiferum Ormerod
10. Dendrobium acuminatissimum (Blume) Lindl.
11. Dendrobium acutifolium Ridl.
12. Dendrobium acutilingue Schuit. & Peter B.Adams
13. Dendrobium acutilobum Schltr.
14. Dendrobium acutimentum J.J.Sm.
15. Dendrobium acutisepalum J.J.Sm.
16. Dendrobium adae F.M.Bailey
17. Dendrobium adamsii A.D.Hawkes
18. Dendrobium aduncilobum J.J.Sm.
19. Dendrobium aduncum Lindl.
20. Dendrobium aemulum R.Br.
21. Dendrobium affine (Decne.) Steud.
22. Dendrobium agamense J.J.Sm.
23. Dendrobium agrostophylloides Schltr.
24. Dendrobium agrostophyllum F.Muell.
25. Dendrobium agusanense Ames
26. Dendrobium ajoebii J.J.Sm.
27. Dendrobium alabense J.J.Wood
28. Dendrobium alaticaulinum P.Royen
29. Dendrobium albayense Ames
30. Dendrobium albiflorum Ridl.
31. Dendrobium albopurpureum (Seidenf.) Schuit. & Peter B.Adams
32. Dendrobium albosanguineum Lindl. & Paxton
33. Dendrobium alderwereltianum J.J.Sm.
34. Dendrobium alexandrae Schltr.
35. Dendrobium aliciae Ames & Quisumb.
36. Dendrobium aloifolium (Blume) Rchb.f.
37. Dendrobium alticola Schltr.
38. Dendrobium amabile (Lour.) O'Brien
39. Dendrobium amboinense Hook.
40. Dendrobium amethystoglossum Rchb.f.
41. Dendrobium amiengense Ormerod
42. Dendrobium amoenum Wall. ex Lindl.
43. Dendrobium amphigenyum Ridl.
44. Dendrobium amplum Lindl.
45. Dendrobium anamalayanum Chandrab., V.Chandras. & N.C.Nair
46. Dendrobium anceps Sw.
47. Dendrobium ancipitum (P.O'Byrne & J.J.Verm.) Schuit. & Peter B.Adams
48. Dendrobium × andersonianum F.M.Bailey
49. Dendrobium andreemillariae T.M.Reeve
50. Dendrobium angulatum Lindl.
51. Dendrobium angusticaule P.J.Spence
52. Dendrobium angustiflorum J.J.Sm.
53. Dendrobium angustifolium (Blume) Lindl.
54. Dendrobium angustipetalum J.J.Sm.
55. Dendrobium angustispathum J.J.Sm.
56. Dendrobium angustitepalum (W.K.Harris & M.A.Clem.) Schuit. & de Vogel
57. Dendrobium angustum (D.L.Jones & M.A.Clem.) J.M.H.Shaw
58. Dendrobium anilii P.M.Salim, J.Mathew & Szlach.
59. Dendrobium anisobulbon Schuit. & Peter B.Adams
60. Dendrobium annae J.J.Sm.
61. Dendrobium annamense Rolfe
62. Dendrobium annuligerum Rchb.f.
63. Dendrobium anosmum Lindl.
64. Dendrobium antennatum Lindl.
65. Dendrobium anthrene Ridl.
66. Dendrobium apertum Schltr.
67. Dendrobium aphanochilum Kraenzl.
68. Dendrobium aphrodite Rchb.f.
69. Dendrobium aphyllum (Roxb.) C.E.C.Fisch.
70. Dendrobium apiculiferum J.J.Sm.
71. Dendrobium appendicula Schltr.
72. Dendrobium appendiculatum (Blume) Lindl.
73. Dendrobium aprinoides J.J.Sm.
74. Dendrobium aprinum J.J.Sm.
75. Dendrobium aqueum Lindl.
76. Dendrobium arachnoideum Schltr.
77. Dendrobium araneola Schltr.
78. Dendrobium aratriferum J.J.Sm.
79. Dendrobium archipelagense Howcroft & W.N.Takeuchi
80. Dendrobium arcuatum J.J.Sm.
81. Dendrobium arfakense J.J.Sm.
82. Dendrobium argiense J.J.Sm.
83. Dendrobium aridum J.J.Sm.
84. Dendrobium aries J.J.Sm.
85. Dendrobium aristiferum J.J.Sm.
86. Dendrobium arjunoense (J.J.Wood & J.B.Comber) Schuit. & Peter B.Adams
87. Dendrobium armeniacum P.J.Cribb
88. Dendrobium armitiae F.M.Bailey
89. Dendrobium aromaticum J.J.Sm.
90. Dendrobium arthrobulbum Kraenzl.
91. Dendrobium arunachalense C.Deori, S.K.Sarma, Phukan & A.A.Mao
92. Dendrobium asperatum Schltr.
93. Dendrobium asphale Rchb.f.
94. Dendrobium assamicum S.Chowdhury
95. Dendrobium asumburu P.Royen
96. Dendrobium atavus J.J.Sm.
97. Dendrobium atjehense J.J.Sm.
98. Dendrobium atroviolaceum Rolfe
99. Dendrobium attenuatum Lindl.
100. Dendrobium aurantiiflammeum J.J.Wood
101. Dendrobium aurantiiflavum P.Royen
102. Dendrobium aurantiiroseum P.Royen ex T.M.Reeve
103. Dendrobium × aurantiivinosum P.Royen
104. Dendrobium aureilobum J.J.Sm.
105. Dendrobium auricolor J.J.Sm.
106. Dendrobium auriculatum Ames & Quisumb.
107. Dendrobium austrocaledonicum Schltr.
108. Dendrobium awormangae Ormerod
109. Dendrobium axillare Schltr.
110. Dendrobium ayubii J.B.Comber & J.J.Wood
111. Dendrobium azureum Schuit.
112. Dendrobium babiense J.J.Sm.
113. Dendrobium baeuerlenii F.Muell. & Kraenzl.
114. Dendrobium baileyi F.Muell.
115. Dendrobium bakoense J.J.Wood
116. Dendrobium balzerianum Fessel & Lückel
117. Dendrobium bambusiforme Schltr.
118. Dendrobium bambusinum Ridl.
119. Dendrobium bancanum J.J.Sm.
120. Dendrobium bandaense Schltr.
121. Dendrobium banghamii Ames & C.Schweinf.
122. Dendrobium bannaense Y.Q.Tian & Y.B.Huang
123. Dendrobium baoernianum P.O'Byrne, P.T.Ong & J.J.Wood
124. Dendrobium barbatulum Lindl.
125. Dendrobium barbatum Breda
126. Dendrobium barioense J.J.Wood
127. Dendrobium basilanense Ames
128. Dendrobium beamanianum J.J.Wood & A.L.Lamb
129. Dendrobium begaudii (Cavestro) Schuit. & Peter B.Adams
130. Dendrobium beleense Ormerod
131. Dendrobium bellatulum Rolfe
132. Dendrobium bensoniae Rchb.f.
133. Dendrobium bialatum J.J.Sm.
134. Dendrobium bicameratum Lindl.
135. Dendrobium bicarinatum Ames & C.Schweinf.
136. Dendrobium bicaudatum Reinw. ex Lindl.
137. Dendrobium bicolense Lubag-Arquiza
138. Dendrobium biconvexum (D.L.Jones & M.A.Clem.) J.M.H.Shaw
139. Dendrobium bicostatum J.J.Sm.
140. Dendrobium bicristatum Ormerod
141. Dendrobium bidentiferum J.J.Sm.
142. Dendrobium bifalce Lindl.
143. Dendrobium biflorum (G.Forst.) Sw.
144. Dendrobium bifurcatum T.Yukawa
145. Dendrobium bigibbum Lindl.
146. Dendrobium bihamulatum J.J.Sm.
147. Dendrobium bilobulatum Seidenf.
148. Dendrobium bilobum Lindl.
149. Dendrobium biloculare J.J.Sm.
150. Dendrobium bismarckiense Schltr.
151. Dendrobium blanche-amesiae A.D.Hawkes & A.H.Heller
152. Dendrobium blaoense Schuit. & Peter B.Adams
153. Dendrobium blumei Lindl.
154. Dendrobium bobolei Ormerod
155. Dendrobium boosii Cootes & W.Suarez
156. Dendrobium boridiense Ormerod
157. Dendrobium bostrychodes Rchb.f.
158. Dendrobium bowmanii Benth.
159. Dendrobium brachycalyptra Schltr.
160. Dendrobium brachycentrum Ridl.
161. Dendrobium brachypus (Endl.) Rchb.f.
162. Dendrobium bracteosum Rchb.f.
163. Dendrobium braianense Gagnep.
164. Dendrobium branderhorstii J.J.Sm.
165. Dendrobium brassii T.M.Reeve & P.Woods
166. Dendrobium brevibulbum J.J.Sm.
167. Dendrobium brevicaudum D.L.Jones & M.A.Clem.
168. Dendrobium brevicaule Rolfe
169. Dendrobium brevicolle J.J.Sm.
170. Dendrobium brevilabium Schltr.
171. Dendrobium brevimentum Seidenf.
172. Dendrobium brillianum Ormerod & Cavestro
173. Dendrobium brinkmanii Ormerod
174. Dendrobium brunnescens Schltr.
175. Dendrobium brunneum Schuit. & Peter B.Adams
176. Dendrobium brymerianum Rchb.f.
177. Dendrobium buffumiae A.D.Hawkes
178. Dendrobium bukidnonense Ames & Quisumb.
179. Dendrobium bulbophylloides Schltr.
180. Dendrobium bullenianum Rchb.f.
181. Dendrobium bunuanense Ames
182. Dendrobium burkeanum Ormerod
183. Dendrobium busuangense Ames
184. Dendrobium butchcamposii Cootes, M.Leon & R.Boos
185. Dendrobium cabadbarense Ames
186. Dendrobium cacuminis Gagnep.
187. Dendrobium cadetia J.J.Sm.
188. Dendrobium cadetiiflorum J.J.Sm.
189. Dendrobium cadetioides Schltr.
190. Dendrobium caladenia Ormerod
191. Dendrobium calcaratimentum P.O'Byrne
192. Dendrobium calcaratum A.Rich.
193. Dendrobium calcariferum Carr
194. Dendrobium calceolum Roxb.
195. Dendrobium calicopis Ridl.
196. Dendrobium caliculi-mentum R.S.Rogers
197. Dendrobium callitrophilum B.Gray & D.L.Jones
198. Dendrobium calocephalum (Z.H.Tsi & S.C.Chen) Schuit. & Peter B.Adams
199. Dendrobium calophyllum Rchb.f.
200. Dendrobium calopogon Rchb.f.
201. Dendrobium calothyrsos Schltr.
202. Dendrobium calyptratum J.J.Sm.
203. Dendrobium camaridiorum Rchb.f.
204. Dendrobium campbellii P.J.Cribb & B.A.Lewis
205. Dendrobium canaliculatum R.Br.
206. Dendrobium cancroides T.E.Hunt
207. Dendrobium candidissimum Cavestro & J.Champ.
208. Dendrobium candoonense Ames
209. Dendrobium capillipes Rchb.f.
210. Dendrobium capitellatoides J.J.Sm.
211. Dendrobium capituliflorum Rolfe
212. Dendrobium capra J.J.Sm.
213. Dendrobium carinatum (L.) Willd.
214. Dendrobium cariniferum Rchb.f.
215. Dendrobium carinulatidiscum J.J.Sm.
216. Dendrobium carmindae M.Leon, Cootes & R.Boos
217. Dendrobium carnicarinum Kores
218. Dendrobium carolinense Schltr.
219. Dendrobium carrii Rupp & C.T.White
220. Dendrobium carronii Lavarack & P.J.Cribb
221. Dendrobium caryicola Guillaumin
222. Dendrobium casuarinae Schltr.
223. Dendrobium catillare Rchb.f.
224. Dendrobium caudiculatum (M.A.Clem. & D.L.Jones) Schuit. & de Vogel
225. Dendrobium cavipes J.J.Sm.
226. Dendrobium celebense J.J.Sm.
227. Dendrobium centrale J.J.Sm.
228. Dendrobium centrosepalum Schuit., Juswara & Droissart
229. Dendrobium ceraceum Schltr.
230. Dendrobium ceratostyloides J.J.Sm.
231. Dendrobium ceraula Rchb.f.
232. Dendrobium cerinum Rchb.f.
233. Dendrobium cervicaliferum J.J.Sm.
234. Dendrobium chalmersii F.Muell.
235. Dendrobium chamaephytum Schltr.
236. Dendrobium chameleon Ames
237. Dendrobium chapaense Aver.
238. Dendrobium chewiorum J.J.Wood & A.L.Lamb
239. Dendrobium chiangdaoense Promm., Kidyoo, Buddh. & Suddee
240. Dendrobium chiengmaiense Schuit. & Peter B.Adams
241. Dendrobium chionanthum Schltr.
242. Dendrobium chittimae Seidenf.
243. Dendrobium chloranthum Schuit. & Peter B.Adams
244. Dendrobium chordiforme Kraenzl.
245. Dendrobium christyanum Rchb.f.
246. Dendrobium chrysanthum Wall. ex Lindl.
247. Dendrobium chryseum Rolfe
248. Dendrobium chrysobulbon Schltr.
249. Dendrobium chrysocrepis C.S.P.Parish & Rchb.f. ex Hook.f.
250. Dendrobium chrysographatum Ames
251. Dendrobium chrysopterum Schuit. & de Vogel
252. Dendrobium chrysosema Schltr.
253. Dendrobium chrysotainium Schltr.
254. Dendrobium chrysotoxum Lindl.
255. Dendrobium chrysotropis Schltr.
256. Dendrobium ciliatilabellum Seidenf.
257. Dendrobium cinnabarinum Rchb.f.
258. Dendrobium clausum Schltr.
259. Dendrobium clavator Ridl.
260. Dendrobium clavuligerum J.J.Sm.
261. Dendrobium cleistanthum de Vogel, E.Winkel & Vugt
262. Dendrobium cleistogamum Schltr.
263. Dendrobium clemensiae Ames
264. Dendrobium clementsii (D.L.Jones) J.M.H.Shaw
265. Dendrobium closterium Rchb.f.
266. Dendrobium cobra Ormerod
267. Dendrobium cochleatum J.J.Sm.
268. Dendrobium cochliodes Schltr.
269. Dendrobium codonosepalum J.J.Sm.
270. Dendrobium coelandria Kraenzl.
271. Dendrobium coeloglossum Schltr.
272. Dendrobium collinsii (Lavarack) Schuit. & Peter B.Adams
273. Dendrobium coloratum J.J.Sm.
274. Dendrobium comatum (Blume) Lindl.
275. Dendrobium compactum Rolfe ex Hemsl.
276. Dendrobium compressibulbum Schuit. & Peter B.Adams
277. Dendrobium compressicaule J.J.Sm.
278. Dendrobium compressimentum J.J.Sm.
279. Dendrobium compressistylum J.J.Sm.
280. Dendrobium compressum Lindl.
281. Dendrobium conanthum Schltr.
282. Dendrobium concavum J.J.Sm.
283. Dendrobium concolor (Z.H.Tsi & S.C.Chen) Schuit. & Peter B.Adams
284. Dendrobium confinale Kerr
285. Dendrobium confluens J.J.Sm.
286. Dendrobium confundens Kraenzl.
287. Dendrobium conicum J.J.Sm.
288. Dendrobium connatum (Blume) Lindl.
289. Dendrobium connexicostatum J.J.Sm.
290. Dendrobium conspicuum Bakh.f.
291. Dendrobium constrictum J.J.Sm.
292. Dendrobium contextum Schuit. & de Vogel ex J.M.H.Shaw
293. Dendrobium convexipes J.J.Sm.
294. Dendrobium convexum (Blume) Lindl.
295. Dendrobium convolutum Rolfe
296. Dendrobium corallorhizon J.J.Sm.
297. Dendrobium coriaceum (D.L.Jones & M.A.Clem.) J.M.H.Shaw
298. Dendrobium correllianum A.D.Hawkes & A.H.Heller
299. Dendrobium corrugatilobum J.J.Sm.
300. Dendrobium corticicola Schltr.
301. Dendrobium corydaliflorum J.J.Wood
302. Dendrobium courtauldii Summerh. ex J.J.Wood
303. Dendrobium cowenii P.O'Byrne & J.J.Verm.
304. Dendrobium crabro Ridl.
305. Dendrobium crassicaule Schltr.
306. Dendrobium crassiflorum J.J.Sm.
307. Dendrobium crassifolium Schltr.
308. Dendrobium crassilabium P.J.Spence
309. Dendrobium crassimarginatum L.O.Williams
310. Dendrobium crassinervium J.J.Sm.
311. Dendrobium crassulum (Schltr.) J.J.Sm.
312. Dendrobium crassum (D.L.Jones, B.Gray & M.A.Clem.) J.M.H.Shaw
313. Dendrobium crenatifolium J.J.Sm.
314. Dendrobium crenatilabre J.J.Sm.
315. Dendrobium crenatilobum (P.O'Byrne & J.J.Verm.) Schuit. & Peter B.Adams
316. Dendrobium crenicristatum Ridl.
317. Dendrobium crenulatum J.J.Sm.
318. Dendrobium crepidatum Lindl. & Paxton
319. Dendrobium crispatum (G.Forst.) Sw.
320. Dendrobium crispilinguum P.J.Cribb
321. Dendrobium crocatum Hook.f.
322. Dendrobium croceocentrum J.J.Sm.
323. Dendrobium crucilabre J.J.Sm.
324. Dendrobium cruentum Rchb.f.
325. Dendrobium crumenatum Sw.
326. Dendrobium cruttwellii T.M.Reeve
327. Dendrobium crystallinum Rchb.f.
328. Dendrobium cuculliferum J.J.Sm.
329. Dendrobium cucullitepalum J.J.Sm.
330. Dendrobium cucumerinum MacLeay ex Lindl.
331. Dendrobium cultrifolium Schltr.
332. Dendrobium cumulatum Lindl.
333. Dendrobium cuneatum Schltr.
334. Dendrobium cuneilabium (Schltr.) J.J.Sm.
335. Dendrobium cuneilabrum J.J.Sm.
336. Dendrobium cunninghamii Lindl.
337. Dendrobium curviflorum Rolfe
338. Dendrobium curvimentum J.J.Sm.
339. Dendrobium curvisepalum Ridl.
340. Dendrobium curvum Ridl.
341. Dendrobium cuspidatum Lindl.
342. Dendrobium cuthbertsonii F.Muell.
343. Dendrobium cyanocentrum Schltr.
344. Dendrobium cyanopterum Kraenzl.
345. Dendrobium cyatopoides J.J.Sm.
346. Dendrobium cyclobulbon Schltr.
347. Dendrobium cyclolobum Schltr.
348. Dendrobium cyclopense J.J.Sm.
349. Dendrobium cylindricum J.J.Sm.
350. Dendrobium cymatoleguum Schltr.
351. Dendrobium cymbicallum P.O'Byrne & J.J.Wood
352. Dendrobium cymbidioides (Blume) Lindl.
353. Dendrobium cymbiforme Rolfe
354. Dendrobium cymboglossum J.J.Wood & A.L.Lamb
355. Dendrobium cymbulipes J.J.Sm.
356. Dendrobium cynthiae Schuit.
357. Dendrobium cyrilianum P.O'Byrne, Gokusing & J.J.Wood
358. Dendrobium cyrtolobum Schltr.
359. Dendrobium cyrtosepalum Schltr.
360. Dendrobium cyrusianum P.O'Byrne, Gokusing & J.J.Wood
361. Dendrobium dactyliferum Rchb.f.
362. Dendrobium dactylodes Rchb.f.
363. Dendrobium daenikerianum Kraenzl.
364. Dendrobium dahlemense Schltr.
365. Dendrobium daimandaui J.J.Wood
366. Dendrobium daklakense Tich, Schuit. & J.J.Verm.
367. Dendrobium dalatense Gagnep.
368. Dendrobium danipense Ormerod
369. Dendrobium dantaniense Guillaumin
370. Dendrobium darjeelingense Pradhan
371. Dendrobium davaoense Lubag-Arquiza
372. Dendrobium dearei Rchb.f.
373. Dendrobium debile Schltr.
374. Dendrobium decoratum (M.A.Clem. & Cootes) Schuit. & Peter B.Adams
375. Dendrobium decumbens Schltr.
376. Dendrobium deflexilobum J.J.Wood & A.L.Lamb
377. Dendrobium dekockii J.J.Sm.
378. Dendrobium delacourii Guillaumin
379. Dendrobium deleonii Cabactulan, Cootes & R.B.Pimentel
380. Dendrobium deltatum Seidenf.
381. Dendrobium dempoense J.J.Sm.
382. Dendrobium dendrocolla J.J.Sm.
383. Dendrobium dendrocolloides J.J.Sm.
384. Dendrobium denigratum J.J.Sm.
385. Dendrobium denneanum Kerr
386. Dendrobium densiflorum Lindl.
387. Dendrobium dentatum Seidenf.
388. Dendrobium denudans D.Don
389. Dendrobium deplanchei Rchb.f.
390. Dendrobium derekcabactulanii Cootes, Pimentel & M.Leon
391. Dendrobium derryi Ridl.
392. Dendrobium deuteroeburneum J.M.H.Shaw
393. Dendrobium devogelii J.J.Wood
394. Dendrobium devonianum Paxton
395. Dendrobium devosianum J.J.Sm.
396. Dendrobium dianiae Metusala, P.O'Byrne & J.J.Wood
397. Dendrobium diaphanum Schltr.
398. Dendrobium diceras Schltr.
399. Dendrobium dichaeoides Schltr.
400. Dendrobium dichroma Schltr.
401. Dendrobium dichrotropis Schltr.
402. Dendrobium dickasonii L.O.Williams
403. Dendrobium dielsianum Schltr.
404. Dendrobium diffusum L.O.Williams
405. Dendrobium dilatatocolle J.J.Sm.
406. Dendrobium dimorphum J.J.Sm.
407. Dendrobium diodon Rchb.f.
408. Dendrobium dionaeoides J.J.Sm.
409. Dendrobium discerptum J.J.Sm.
410. Dendrobium discolor Lindl.
411. Dendrobium disoides Schltr.
412. Dendrobium dissitifolium Ridl.
413. Dendrobium distichum (C.Presl) Rchb.f.
414. Dendrobium ditschiense J.J.Sm.
415. Dendrobium dixanthum Rchb.f.
416. Dendrobium dixonianum Rolfe ex Downie
417. Dendrobium djamuense Schltr.
418. Dendrobium dockrillii Ormerod
419. Dendrobium doloissumbinii J.J.Wood
420. Dendrobium doormanii J.J.Sm.
421. Dendrobium doormantopense Ormerod
422. Dendrobium draconis Rchb.f.
423. Dendrobium dulce J.J.Sm.
424. Dendrobium durum J.J.Sm.
425. Dendrobium eboracense Kraenzl.
426. Dendrobium echinocarpum (Schltr.) J.J.Sm.
427. Dendrobium ecolle J.J.Sm.
428. Dendrobium efogiense Ormerod
429. Dendrobium elatum Schltr.
430. Dendrobium elliottianum P.O'Byrne
431. Dendrobium ellipsophyllum Tang & F.T.Wang
432. Dendrobium elongaticolle Schltr.
433. Dendrobium elongatum (Blume) Lindl.
434. Dendrobium emarginatum J.W.Moore
435. Dendrobium endertii J.J.Sm.
436. Dendrobium engae T.M.Reeve
437. Dendrobium enigmaticum Ormerod
438. Dendrobium ephemerum (J.J.Sm.) J.J.Sm.
439. Dendrobium epiphyticum (D.L.Jones & M.A.Clem.) J.M.H.Shaw
440. Dendrobium equitans Kraenzl.
441. Dendrobium erectifolium J.J.Sm.
442. Dendrobium erectilobum P.J.Spence
443. Dendrobium erectopatens J.J.Sm.
444. Dendrobium erectum Schltr.
445. Dendrobium eriiflorum Griff.
446. Dendrobium eriopexis Schltr.
447. Dendrobium erostelle Seidenf.
448. Dendrobium erosum (Blume) Lindl.
449. Dendrobium erubescens Schltr.
450. Dendrobium erythraeum Schuit. & de Vogel
451. Dendrobium erythropogon Rchb.f.
452. Dendrobium erythrosema (P.O'Byrne & J.J.Verm.) Schuit. & Peter B.Adams
453. Dendrobium escritorii Ames
454. Dendrobium eserre Seidenf.
455. Dendrobium esuriens Rchb.f.
456. Dendrobium eumelinum Schltr.
457. Dendrobium eungellensis (D.L.Jones & M.A.Clem.) J.M.H.Shaw
458. Dendrobium eurorum Ames
459. Dendrobium euryanthum Schltr.
460. Dendrobium exaltatum Schltr.
461. Dendrobium exasperatum Schltr.
462. Dendrobium exile Schltr.
463. Dendrobium exilifolium Ames & C.Schweinf.
464. Dendrobium eximium Schltr.
465. Dendrobium extra-axillare Schltr.
466. Dendrobium eymanum Ormerod
467. Dendrobium faciferum J.J.Sm.
468. Dendrobium fairchildiae Ames & Quisumb.
469. Dendrobium falcatum J.J.Sm.
470. Dendrobium falcipetalum Schltr.
471. Dendrobium falconeri Hook.
472. Dendrobium falcorostrum Fitzg.
473. Dendrobium fallacinum Ormerod
474. Dendrobium fanjingshanense Z.H.Tsi ex X.H.Jin & Y.W.Zhang
475. Dendrobium fargesii Finet
476. Dendrobium farinatum Schildh. & Schraut
477. Dendrobium fariniferum Schltr.
478. Dendrobium farmeri Paxton
479. Dendrobium fellowsii F.Muell.
480. Dendrobium ferdinandi Kraenzl.
481. Dendrobium fililobum F.Muell.
482. Dendrobium fimbriatum Hook.
483. Dendrobium fimbrilabium J.J.Sm.
484. Dendrobium findlayanum C.S.P.Parish & Rchb.f.
485. Dendrobium finetianum Schltr.
486. Dendrobium finisterrae Schltr.
487. Dendrobium finniganense D.L.Jones
488. Dendrobium fissum Schltr.
489. Dendrobium fitrianum Juswara, Schuit., P.O'Byrne & J.Champ.
490. Dendrobium flabelliforme Schltr.
491. Dendrobium flabelloides J.J.Sm.
492. Dendrobium flagellum Schltr.
493. Dendrobium flavicolle Schltr.
494. Dendrobium flebiliflorum Ormerod
495. Dendrobium fleckeri Rupp & C.T.White
496. Dendrobium × fleischeri J.J.Sm.
497. Dendrobium flexicaule Z.H.Tsi, S.C.Sun & L.G.Xu
498. Dendrobium flexile Ridl.
499. Dendrobium floresianum Metusala & P.O'Byrne
500. Dendrobium flos-wanua Metusala, P.O'Byrne & J.J.Wood
501. Dendrobium fluctuosum J.J.Sm.
502. Dendrobium × foederatum St.Cloud
503. Dendrobium foetens Kraenzl.
504. Dendrobium forbesii Ridl.
505. Dendrobium formosum Roxb. ex Lindl.
506. Dendrobium forrestii (Ormerod) Schuit. & Peter B.Adams
507. Dendrobium foxii Ridl.
508. Dendrobium fractiflexum Finet
509. Dendrobium fractum T.M.Reeve
510. Dendrobium franssenianum J.J.Sm.
511. Dendrobium friedericksianum Rchb.f.
512. Dendrobium fruticicola J.J.Sm.
513. Dendrobium fruticosum Schuit. & de Vogel
514. Dendrobium fugax Rchb.f.
515. Dendrobium fulgescens J.J.Sm.
516. Dendrobium fulgidum Schltr.
517. Dendrobium fuligineum J.J.Sm.
518. Dendrobium fuliginosum (M.A.Clem. & D.L.Jones) P.F.Hunt
519. Dendrobium fulminicaule J.J.Sm.
520. Dendrobium funiforme Blume
521. Dendrobium furcatopedicellatum Hayata
522. Dendrobium furcatum Reinw. ex Lindl.
523. Dendrobium furfuriferum J.J.Sm.
524. Dendrobium fuscescens Griff.
525. Dendrobium fusciflorum Ormerod
526. Dendrobium fytchianum Bateman ex Rchb.f.
527. Dendrobium gaoligongense (Hong Yu & S.G.Zhang) Schuit. & Peter B.Adams
528. Dendrobium garrettii Seidenf.
529. Dendrobium gatiense Schltr.
530. Dendrobium gemellum Lindl.
531. Dendrobium geminatum (Blume) Lindl.
532. Dendrobium gemmiferum Kraenzl.
533. Dendrobium georgei J.Mathew
534. Dendrobium geotropum T.M.Reeve
535. Dendrobium gerlandianum Kraenzl.
536. Dendrobium gibbiferum J.J.Sm.
537. Dendrobium gibbosum Gilli
538. Dendrobium gibsonii Paxton
539. Dendrobium ginalopeziae (Cootes, M.Leon & Naive) Naive & Alejandro
540. Dendrobium giriwoense J.J.Sm.
541. Dendrobium gjellerupii J.J.Sm.
542. Dendrobium glabrum J.J.Sm.
543. Dendrobium glaucoviride J.J.Sm.
544. Dendrobium glebulosum Schltr.
545. Dendrobium globiflorum Schltr.
546. Dendrobium glomeratum H.J.Veitch ex Rob.
547. Dendrobium glomeroides Ormerod
548. Dendrobium glossorhynchoides Schltr.
549. Dendrobium gnomus Ames
550. Dendrobium gobiense Schltr.
551. Dendrobium goilalae Ormerod
552. Dendrobium goldfinchii F.Muell.
553. Dendrobium goldschmidtianum Kraenzl.
554. Dendrobium goliathense J.J.Sm.
555. Dendrobium goodallianum de Vogel, E.Winkel & Vugt
556. Dendrobium gouldii Rchb.f.
557. Dendrobium gracile (Blume) Lindl.
558. Dendrobium gracilentum Schltr.
559. Dendrobium gracilicaule F.Muell.
560. Dendrobium gracilicolle Schltr.
561. Dendrobium gracilipes Burkill
562. Dendrobium × gracillimum (Rupp) Leaney
563. Dendrobium gramineum Ridl.
564. Dendrobium grande Hook.f.
565. Dendrobium grastidioides J.J.Sm.
566. Dendrobium gratiosissimum Rchb.f.
567. Dendrobium greenianum P.J.Cribb & B.A.Lewis
568. Dendrobium gregulus Seidenf.
569. Dendrobium griffithianum Lindl.
570. Dendrobium × grimesii C.T.White & Summerh.
571. Dendrobium grootingsii J.J.Sm.
572. Dendrobium grossum Schltr.
573. Dendrobium guamense Ames
574. Dendrobium guerreroi Ames & Quisumb.
575. Dendrobium guibertii Carrière
576. Dendrobium gunnarii P.S.N.Rao
577. Dendrobium guttenbergii J.J.Sm.
578. Dendrobium guttulatum Schltr.
579. Dendrobium gynoglottis Carr
580. Dendrobium habbemense P.Royen
581. Dendrobium hainanense Rolfe
582. Dendrobium halmaheirense J.J.Sm.
583. Dendrobium hamadryas Schltr.
584. Dendrobium hamaticalcar J.J.Wood & Dauncey
585. Dendrobium hamatum Rolfe
586. Dendrobium hamiferum P.J.Cribb
587. Dendrobium hampelii Cootes & Boos
588. Dendrobium hancockii Rolfe
589. Dendrobium hansmeyerense Ormerod
590. Dendrobium hartleyi Ormerod
591. Dendrobium harveyanum Rchb.f.
592. Dendrobium hasseltii (Blume) Lindl.
593. Dendrobium hastilabium Kraenzl.
594. Dendrobium hawkesii A.H.Heller
595. Dendrobium hekouense Z.J.Liu & L.J.Chen
596. Dendrobium helix P.J.Cribb
597. Dendrobium hellerianum A.D.Hawkes
598. Dendrobium hellwigianum Kraenzl.
599. Dendrobium hemimelanoglossum Guillaumin
600. Dendrobium hendersonii A.D.Hawkes & A.H.Heller
601. Dendrobium henryi Schltr.
602. Dendrobium hentyanum Ormerod
603. Dendrobium heokhuii P.O'Byrne & J.J.Wood
604. Dendrobium hepaticum J.J.Sm.
605. Dendrobium herbaceum Lindl.
606. Dendrobium hercoglossum Rchb.f.
607. Dendrobium herpetophytum Schltr.
608. Dendrobium hesperis (Seidenf.) Schuit. & Peter B.Adams
609. Dendrobium heterobulbum Schltr.
610. Dendrobium heterocarpum Wall. ex Lindl.
611. Dendrobium heteroglossum Schltr.
612. Dendrobium heteroideum Blume
613. Dendrobium heyneanum Lindl.
614. Dendrobium hippocrepiferum Schltr.
615. Dendrobium hirsutifolium J.J.Wood
616. Dendrobium hirtulum Rolfe
617. Dendrobium hispidum A.Rich.
618. Dendrobium histrionicum (Rchb.f.) Schltr.
619. Dendrobium hkinhumense Ormerod & C.S.Kumar
620. Dendrobium hodgkinsonii Rolfe
621. Dendrobium hoftii Ormerod
622. Dendrobium hollandianum J.J.Sm.
623. Dendrobium holochilum Schltr.
624. Dendrobium homoglossum Schltr.
625. Dendrobium hooglandianum Ormerod
626. Dendrobium hookerianum Lindl.
627. Dendrobium hooveri Ormerod
628. Dendrobium hornei S.Moore
629. Dendrobium horstii J.J.Sm.
630. Dendrobium hosei Ridl.
631. Dendrobium hughii Rchb.f.
632. Dendrobium humboldtense J.J.Sm.
633. Dendrobium humilicolle Schltr.
634. Dendrobium huttonii Rchb.f.
635. Dendrobium hydrophilum J.J.Sm.
636. Dendrobium hymenanthum Rchb.f.
637. Dendrobium hymenocentrum Schltr.
638. Dendrobium hymenopetalum Schltr.
639. Dendrobium hymenophyllum Lindl.
640. Dendrobium hymenopterum Hook.f.
641. Dendrobium hyperanthiflorum Kraenzl.
642. Dendrobium hypopogon Kraenzl.
643. Dendrobium ianthinum Schuit. & Puspit.
644. Dendrobium iboense Schltr.
645. Dendrobium igneoniveum J.J.Sm.
646. Dendrobium igneum J.J.Sm.
647. Dendrobium imbricatum J.J.Sm.
648. Dendrobium imitans Schltr.
649. Dendrobium imitator J.J.Wood
650. Dendrobium implicatum Fukuy.
651. Dendrobium inamoenum Kraenzl.
652. Dendrobium inauditum Rchb.f.
653. Dendrobium inconspicuum J.J.Sm.
654. Dendrobium inconstans J.J.Sm.
655. Dendrobium incumbens Schltr.
656. Dendrobium incurvatum Schltr.
657. Dendrobium incurvociliatum J.J.Sm.
658. Dendrobium incurvum Lindl.
659. Dendrobium indivisum (Blume) Miq.
660. Dendrobium indragiriense Schltr.
661. Dendrobium inflatum Rolfe
662. Dendrobium informe J.J.Sm.
663. Dendrobium infractum J.J.Sm.
664. Dendrobium infundibulum Lindl.
665. Dendrobium ingratum J.J.Sm.
666. Dendrobium insigne (Blume) Rchb.f. ex Miq.
667. Dendrobium integrilabium J.J.Sm.
668. Dendrobium integrum Schltr.
669. Dendrobium interjectum Ames
670. Dendrobium interruptum J.J.Sm.
671. Dendrobium intricatum Gagnep.
672. Dendrobium involutum Lindl.
673. Dendrobium ionopus Rchb.f.
674. Dendrobium irinae Ormerod
675. Dendrobium isabelense Ormerod
676. Dendrobium ischnopetalum Schltr.
677. Dendrobium ischnophyton Schltr.
678. Dendrobium isochiloides Kraenzl.
679. Dendrobium isthmiferum J.J.Sm.
680. Dendrobium iteratum J.J.Sm.
681. Dendrobium jabiense J.J.Sm.
682. Dendrobium jacobsonii J.J.Sm.
683. Dendrobium jadunae Schltr.
684. Dendrobium jamirusii J.J.Wood & A.L.Lamb
685. Dendrobium jenkinsii Wall. ex Lindl.
686. Dendrobium jennae P.O'Byrne
687. Dendrobium jennyanum Kraenzl.
688. Dendrobium jerdonianum Wight
689. Dendrobium jiajiangense Z.Y.Zhu, S.J.Zhu & H.B.Wang
690. Dendrobium jimcootesii Cabactulan & M.Leon
691. Dendrobium johannis Rchb.f.
692. Dendrobium johnsoniae F.Muell.
693. Dendrobium jonesii Rendle
694. Dendrobium josephinae Cootes
695. Dendrobium jubatum Schuit. & de Vogel
696. Dendrobium judithiae P.O'Byrne
697. Dendrobium junceum Lindl.
698. Dendrobium juncifolium Schltr.
699. Dendrobium juncoideum P.Royen
700. Dendrobium junctilobum (Fessel & Lückel) Schuit. & Peter B.Adams
701. Dendrobium juniperinum Schltr.
702. Dendrobium kallarense J.Mathew, K.V.George, Yohannan & K.Madhus.
703. Dendrobium kanakorum Kraenzl.
704. Dendrobium kanburiense Seidenf.
705. Dendrobium kanchianum Ormerod
706. Dendrobium kaniense Schltr.
707. Dendrobium karoense Schltr.
708. Dendrobium katherinae A.D.Hawkes
709. Dendrobium kauldorumii T.M.Reeve
710. Dendrobium keithii Ridl.
711. Dendrobium kelamense Metusala, P.O'Byrne & J.J.Wood
712. Dendrobium kelsallii Ridl.
713. Dendrobium kempfianum Ormerod
714. Dendrobium kempterianum Schltr.
715. Dendrobium kenepaiense J.J.Sm.
716. Dendrobium kentrochilum Hook.f.
717. Dendrobium kentrophyllum Hook.f.
718. Dendrobium kerstingianum Schltr.
719. Dendrobium ketrickkianum P.O'Byrne, Gokusing & A.L.Lamb
720. Dendrobium keytsianum J.J.Sm.
721. Dendrobium khanhoaense Aver.
722. Dendrobium khasianum Deori
723. Dendrobium kiauense Ames & C.Schweinf.
724. Dendrobium kietaense Schltr.
725. Dendrobium kinabaluense Ridl.
726. Dendrobium kingianum Bidwill ex Lindl.
727. Dendrobium kirchianum A.D.Hawkes & A.H.Heller
728. Dendrobium kjellbergii J.J.Sm.
729. Dendrobium klabatense Schltr.
730. Dendrobium klossii Ridl.
731. Dendrobium kontumense Gagnep.
732. Dendrobium koordersii J.J.Sm.
733. Dendrobium korthalsii J.J.Sm.
734. Dendrobium kotanicanum Ormerod
735. Dendrobium koyamae Nob.Tanaka, T.Yukawa & J.Murata
736. Dendrobium kraemeri Schltr.
737. Dendrobium kraenzlinii L.O.Williams
738. Dendrobium kratense Kerr
739. Dendrobium kruiense J.J.Sm.
740. Dendrobium kruizingae de Vogel, E.Winkel & Vugt
741. Dendrobium kurashigei T.Yukawa
742. Dendrobium kuyperi J.J.Sm.
743. Dendrobium labangense J.J.Sm.
744. Dendrobium labuanum Lindl.
745. Dendrobium laceratum Schltr.
746. Dendrobium laciniosum Ridl.
747. Dendrobium lacteum Kraenzl.
748. Dendrobium laevifolium Stapf
749. Dendrobium lagarum Seidenf.
750. Dendrobium lageniforme J.J.Sm.
751. Dendrobium lagorum P.Royen
752. Dendrobium lambii J.J.Wood
753. Dendrobium lamellatum (Blume) Lindl.
754. Dendrobium lamelluliferum J.J.Sm.
755. Dendrobium lamii J.J.Sm.
756. Dendrobium lampongense J.J.Sm.
757. Dendrobium lamproglossum Schltr.
758. Dendrobium lamrianum C.L.Chan
759. Dendrobium lamyaiae Seidenf.
760. Dendrobium lanceolatum Gaudich.
761. Dendrobium lancilabium J.J.Sm.
762. Dendrobium lancilobum J.J.Wood
763. Dendrobium lane-poolei R.S.Rogers
764. Dendrobium langbianense Gagnep.
765. Dendrobium lankaviense Ridl.
766. Dendrobium lanuginosum Ormerod
767. Dendrobium lasianthera J.J.Sm.
768. Dendrobium lasioglossum Rchb.f.
769. Dendrobium latelabellatum Gilli
770. Dendrobium laterale L.O.Williams
771. Dendrobium latipetalum (J.J.Sm.) Schuit.
772. Dendrobium latoureoides (Schltr.) J.J.Sm.
773. Dendrobium laurensii J.J.Sm.
774. Dendrobium laurifolium (Kraenzl.) J.J.Sm.
775. Dendrobium lawesii F.Muell.
776. Dendrobium lawiense J.J.Sm.
777. Dendrobium laxiflorum J.J.Sm.
778. Dendrobium ledifolium J.J.Sm.
779. Dendrobium leeanum O'Brien
780. Dendrobium legareiense J.J.Sm.
781. Dendrobium leonis (Lindl.) Rchb.f.
782. Dendrobium lepidochilum Kraenzl.
783. Dendrobium leporinum J.J.Sm.
784. Dendrobium leptocladum Hayata
785. Dendrobium leptophyton Schuit. & de Vogel
786. Dendrobium leucochlorum Rchb.f.
787. Dendrobium leucocyanum T.M.Reeve
788. Dendrobium leucohybos Schltr.
789. Dendrobium levatii Kraenzl.
790. Dendrobium lewisiae Schuit. & de Vogel
791. Dendrobium libingtaoi Q.Xu & Z.J.Liu
792. Dendrobium lichenastrum (F.Muell.) Rolfe
793. Dendrobium limii J.J.Wood
794. Dendrobium limpidum Schuit. & de Vogel
795. Dendrobium linawianum Rchb.f.
796. Dendrobium lindleyi Steud.
797. Dendrobium lineale Rolfe
798. Dendrobium linearifolium Teijsm. & Binn.
799. Dendrobium linguella Rchb.f.
800. Dendrobium linguiforme Sw.
801. Dendrobium litorale Schltr.
802. Dendrobium lituiflorum Lindl.
803. Dendrobium lobatum (Blume) Miq.
804. Dendrobium lobbii Teijsm. & Binn.
805. Dendrobium lobulatum Rolfe ex J.J.Sm.
806. Dendrobium loddigesii Rolfe
807. Dendrobium loesenerianum Schltr.
808. Dendrobium lohanense J.J.Wood
809. Dendrobium loherianum Kraenzl.
810. Dendrobium lohohense Tang & F.T.Wang
811. Dendrobium lohokii J.J.Wood & A.L.Lamb
812. Dendrobium lomatochilum Seidenf.
813. Dendrobium lonchigerum Schltr.
814. Dendrobium longicaule J.J.Sm.
815. Dendrobium longicolle Lindl.
816. Dendrobium longicornu Lindl.
817. Dendrobium longipes Hook.f.
818. Dendrobium longiramense J.J.Wood & P.O'Byrne
819. Dendrobium longirepens Ames & C.Schweinf.
820. Dendrobium longissimum Schltr.
821. Dendrobium lowii Lindl.
822. Dendrobium lucens Rchb.f.
823. Dendrobium lueckelianum Fessel & M.Wolff
824. Dendrobium lumakuense J.J.Wood
825. Dendrobium lunatum Lindl.
826. Dendrobium luoi L.J.Chen & W.H.Rao
827. Dendrobium luteocilium Rupp
828. Dendrobium luteolum Bateman
829. Dendrobium luxurians J.J.Sm.
830. Dendrobium luzonense Lindl.
831. Dendrobium lydiae Cootes, M.Leon & Naive
832. Dendrobium maccarthiae Thwaites
833. Dendrobium macfarlanei F.Muell.
834. Dendrobium macraei Lindl.
835. Dendrobium macranthum A.Rich.
836. Dendrobium macraporum J.J.Sm.
837. Dendrobium macrifolium J.J.Sm.
838. Dendrobium macrogenion Schltr.
839. Dendrobium macrolobum J.J.Sm.
840. Dendrobium macrophyllum A.Rich.
841. Dendrobium macropodum Hook.f.
842. Dendrobium macropus (Endl.) Rchb.f. ex Lindl.
843. Dendrobium macrostachyum Lindl.
844. Dendrobium macrostigma J.J.Sm.
845. Dendrobium macrum Schltr.
846. Dendrobium maculosum J.J.Sm.
847. Dendrobium magistratus P.J.Cribb
848. Dendrobium magnilabre (P.J.Cribb & B.A.Lewis) Schuit. & Peter B.Adams
849. Dendrobium maidenianum Schltr.
850. Dendrobium maierae J.J.Sm.
851. Dendrobium malacanthum Kraenzl.
852. Dendrobium malbrownii Dockrill
853. Dendrobium maliliense J.J.Sm.
854. Dendrobium malvicolor Ridl.
855. Dendrobium mamberamense J.J.Sm.
856. Dendrobium mannii Ridl.
857. Dendrobium maraiparense J.J.Wood & C.L.Chan
858. Dendrobium margaretiae T.M.Reeve
859. Dendrobium mariae Schuit. & Peter B.Adams
860. Dendrobium marmoratum Rchb.f.
861. Dendrobium masarangense Schltr.
862. Dendrobium matapense Ormerod
863. Dendrobium mayandyi T.M.Reeve & Renz
864. Dendrobium megaceras Hook.f.
865. Dendrobium meiernianum P.O'Byrne, P.T.Ong & J.J.Wood
866. Dendrobium mekynosepalum Schltr.
867. Dendrobium melanostictum Schltr.
868. Dendrobium melanotrichum Schltr.
869. Dendrobium melinanthum Schltr.
870. Dendrobium meliodorum Schltr.
871. Dendrobium mellicolor J.J.Sm.
872. Dendrobium merrillii Ames
873. Dendrobium metachilinum Rchb.f.
874. Dendrobium metrium Kraenzl.
875. Dendrobium micholitzii Rolfe ex Ames
876. Dendrobium microbulbon A.Rich.
877. Dendrobium microglaphys Rchb.f.
878. Dendrobium microglossum Schltr.
879. Dendrobium micronephelium J.J.Sm.
880. Dendrobium microphyton L.O.Williams
881. Dendrobium milaniae Fessel & Lückel
882. Dendrobium militare P.J.Cribb
883. Dendrobium millariae A.D.Hawkes
884. Dendrobium mimicum (Ormerod) Schuit. & Peter B.Adams
885. Dendrobium mindanaense Ames
886. Dendrobium minimiflorum Gilli
887. Dendrobium minimum Ames & C.Schweinf.
888. Dendrobium minjemense Schltr.
889. Dendrobium minusculum Aver.
890. Dendrobium minutiflorum Kraenzl.
891. Dendrobium mirandum Schltr.
892. Dendrobium mirbelianum Gaudich.
893. Dendrobium mischobulbum Schltr.
894. Dendrobium miserum Rchb.f.
895. Dendrobium misoanum Ormerod
896. Dendrobium mitriferum J.J.Sm.
897. Dendrobium miyasakii Ames & Quisumb.
898. Dendrobium mizanii Rusea & Besi
899. Dendrobium modestum Rchb.f.
900. Dendrobium mohlianum Rchb.f.
901. Dendrobium moirianum A.D.Hawkes
902. Dendrobium molle J.J.Sm.
903. Dendrobium moniliforme (L.) Sw.
904. Dendrobium monophyllum F.Muell.
905. Dendrobium montanum J.J.Sm.
906. Dendrobium montedeakinense F.M.Bailey
907. Dendrobium monticola P.F.Hunt & Summerh.
908. Dendrobium montis-hosei J.J.Wood
909. Dendrobium montis-sellae Kraenzl.
910. Dendrobium montis-yulei Kraenzl.
911. Dendrobium mooreanum Lindl.
912. Dendrobium moorei F.Muell.
913. Dendrobium moquetteanum J.J.Sm.
914. Dendrobium morotaiense J.J.Sm.
915. Dendrobium morrisonii Schltr.
916. Dendrobium mortii F.Muell.
917. Dendrobium moschatum (Banks) Sw.
918. Dendrobium mucronatum Seidenf.
919. Dendrobium mucrovaginatum Metusala & J.J.Wood
920. Dendrobium mulderi Schuit. & de Vogel
921. Dendrobium multifolium Schltr.
922. Dendrobium multilineatum Kerr
923. Dendrobium multiramosum Ames
924. Dendrobium multistriatum J.J.Sm.
925. Dendrobium muluense J.J.Wood
926. Dendrobium munificum (Finet) Schltr.
927. Dendrobium muricatum Finet
928. Dendrobium muriciferum (J.J.Sm.) Ormerod
929. Dendrobium mussauense Ormerod
930. Dendrobium mutabile (Blume) Lindl.
931. Dendrobium nabawanense J.J.Wood & A.L.Lamb
932. Dendrobium nakaharae Schltr.
933. Dendrobium nanarauticola Fukuy.
934. Dendrobium nanocompactum Seidenf.
935. Dendrobium nanum Hook.f.
936. Dendrobium nardoides Schltr.
937. Dendrobium nareshbahadurii H.B.Naithani
938. Dendrobium nathanielis Rchb.f.
939. Dendrobium nativitatis Ridl.
940. Dendrobium naungmungense Q.Liu & X.H.Jin
941. Dendrobium navicula Kraenzl.
942. Dendrobium nazaretii (P.O'Byrne & J.J.Verm.) Schuit. & Peter B.Adams
943. Dendrobium nebularum Schltr.
944. Dendrobium neglectum Gagnep.
945. Dendrobium nemorale L.O.Williams
946. Dendrobium neoguineense A.D.Hawkes & A.H.Heller
947. Dendrobium neospectabile J.M.H.Shaw
948. Dendrobium nephrolepidis Schltr.
949. Dendrobium neuroglossum Schltr.
950. Dendrobium ngoyense Schltr.
951. Dendrobium nieuwenhuisii J.J.Sm.
952. Dendrobium nigricans Schltr.
953. Dendrobium nimium J.J.Sm.
954. Dendrobium nindii W.Hill
955. Dendrobium nitidicolle J.J.Sm.
956. Dendrobium nitidissimum Rchb.f.
957. Dendrobium niveobarbatum Cootes
958. Dendrobium niveopurpureum J.J.Sm.
959. Dendrobium njongense Schltr.
960. Dendrobium nobile Lindl.
961. Dendrobium nodosum Dalzell
962. Dendrobium noesae J.J.Sm.
963. Dendrobium nothofageti (M.A.Clem. & D.L.Jones) Schuit. & de Vogel
964. Dendrobium nothofagicola T.M.Reeve
965. Dendrobium nubigenum Schltr.
966. Dendrobium nudum (Blume) Lindl.
967. Dendrobium numaldeorii C.Deori, Hynn. & Phukan
968. Dendrobium nummularia Schltr.
969. Dendrobium nycteridoglossum Rchb.f.
970. Dendrobium obchantiae Promm., Suddee & Kidyoo
971. Dendrobium obcordatum J.J.Sm.
972. Dendrobium obcuneatum F.M.Bailey
973. Dendrobium obliquum Schltr.
974. Dendrobium oblongimentum Hosok. & Fukuy.
975. Dendrobium obovatum Schltr.
976. Dendrobium obreniforme Schuit. & Peter B.Adams
977. Dendrobium obrienianum Kraenzl.
978. Dendrobium obscure-auriculatum Gilli
979. Dendrobium obtusum Schltr.
980. Dendrobium obyrnei (W.K.Harris) Schuit. & de Vogel
981. Dendrobium ochraceum De Wild.
982. Dendrobium ochranthum Schltr.
983. Dendrobium ochreatum Lindl.
984. Dendrobium ochroleucum Teijsm. & Binn.
985. Dendrobium ochthochilum P.O'Byrne & J.J.Verm.
986. Dendrobium odoardi Kraenzl.
987. Dendrobium odontopus Schltr.
988. Dendrobium odoratum Schltr.
989. Dendrobium officinale Kimura & Migo
990. Dendrobium okabeanum Tuyama
991. Dendrobium okinawense Hatus. & Ida
992. Dendrobium oliganthum Schltr.
993. Dendrobium oligophyllum Gagnep.
994. Dendrobium olivaceum J.J.Sm.
995. Dendrobium omissum Schuit. & Peter B.Adams
996. Dendrobium opilionites Schltr.
997. Dendrobium oppositifolium (Kraenzl.) N.Hallé
998. Dendrobium optimuspatruus P.O'Byrne & J.J.Verm.
999. Dendrobium orbilobulatum Fessel & Lückel
1000. Dendrobium oreodoxa Schltr.
1001. Dendrobium orientale J.J.Sm.
1002. Dendrobium ornithoflorum Ames
1003. Dendrobium osmophytopsis Kraenzl.
1004. Dendrobium ostrinum J.J.Sm.
1005. Dendrobium otaguroanum A.D.Hawkes
1006. Dendrobium ou-hinnae Schltr.
1007. Dendrobium ovatifolium Ridl.
1008. Dendrobium ovatipetalum J.J.Sm.
1009. Dendrobium ovatum (L.) Kraenzl.
1010. Dendrobium ovipostoriferum J.J.Sm.
1011. Dendrobium oxychilum Schltr.
1012. Dendrobium paathii J.J.Sm.
1013. Dendrobium pachyanthum Schltr.
1014. Dendrobium pachyceras F.Muell. & Kraenzl.
1015. Dendrobium pachyglossum C.S.P.Parish & Rchb.f.
1016. Dendrobium pachyphyllum (Kuntze) Bakh.f.
1017. Dendrobium pachystele Schltr.
1018. Dendrobium pachythrix T.M.Reeve & P.Woods
1019. Dendrobium pacificum M.A.Clem. & P.J.Spence
1020. Dendrobium padangense Schltr.
1021. Dendrobium × pahangense Carr
1022. Dendrobium paitanense J.J.Wood
1023. Dendrobium palawense Schltr.
1024. Dendrobium pallidum (Chadim) M.A.Clem. & P.J.Spence
1025. Dendrobium palpebrae Lindl.
1026. Dendrobium pandaneti Ridl.
1027. Dendrobium panduratum Lindl.
1028. Dendrobium panduriferum Hook.f.
1029. Dendrobium pangunaense (Ormerod) Schuit. & Peter B.Adams
1030. Dendrobium pantherinum Schltr.
1031. Dendrobium papilio Loher
1032. Dendrobium papilionaceum (Cootes & M.A.Clem.) Naive & Alejandro
1033. Dendrobium papilioniferum J.J.Sm.
1034. Dendrobium papillilabium J.J.Sm.
1035. Dendrobium papuanum J.J.Sm.
1036. Dendrobium papyraceum J.J.Sm.
1037. Dendrobium paradoxum Teijsm. & Binn.
1038. Dendrobium paragnomus Ormerod
1039. Dendrobium parciflorum Rchb.f. ex Lindl.
1040. Dendrobium parcum Rchb.f.
1041. Dendrobium pardalinum Rchb.f.
1042. Dendrobium parietiforme J.J.Sm.
1043. Dendrobium parishii H.Low
1044. Dendrobium parnatanum Cavestro
1045. Dendrobium parthenium Rchb.f.
1046. Dendrobium particolor Ormerod
1047. Dendrobium parvifolium J.J.Sm.
1048. Dendrobium parvilobum Schltr.
1049. Dendrobium parvulum Rolfe
1050. Dendrobium paspalifolium J.J.Sm.
1051. Dendrobium patentifiliforme Hosok.
1052. Dendrobium patentilobum Ames & C.Schweinf.
1053. Dendrobium patentissimum J.J.Sm.
1054. Dendrobium patulum Schltr.
1055. Dendrobium paucilaciniatum J.J.Sm.
1056. Dendrobium pectinatum Finet
1057. Dendrobium peculiare J.J.Sm.
1058. Dendrobium pedicellatum J.J.Sm.
1059. Dendrobium pedilochilum Schltr.
1060. Dendrobium peguanum Lindl.
1061. Dendrobium pemae Schltr.
1062. Dendrobium pendulum Roxb.
1063. Dendrobium pensile Ridl.
1064. Dendrobium pentanema Schltr.
1065. Dendrobium pentapterum Schltr.
1066. Dendrobium percnanthum Rchb.f.
1067. Dendrobium pergracile Ames
1068. Dendrobium perlongum Schltr.
1069. Dendrobium perpaulum Seidenf.
1070. Dendrobium perulatum Gagnep.
1071. Dendrobium petiolatum Schltr.
1072. Dendrobium petrophilum (Kraenzl.) Garay ex N.Hallé
1073. Dendrobium phaeanthum Schltr.
1074. Dendrobium phalangillum J.J.Sm.
1075. Dendrobium phalangium Schltr.
1076. Dendrobium philippinense Ames
1077. Dendrobium phillipsii Ames & Quisumb.
1078. Dendrobium phlox Schltr.
1079. Dendrobium phragmitoides Schltr.
1080. Dendrobium phuketense Schuit. & Peter B.Adams
1081. Dendrobium pictum Lindl.
1082. Dendrobium piestocaulon Schltr.
1083. Dendrobium pililobum J.J.Sm.
1084. Dendrobium pinifolium Ridl.
1085. Dendrobium piranha C.L.Chan & P.J.Cribb
1086. Dendrobium planibulbe Lindl.
1087. Dendrobium planicaule Ridl.
1088. Dendrobium planum J.J.Sm.
1089. Dendrobium platybasis Ridl.
1090. Dendrobium platycaulon Rolfe
1091. Dendrobium platyclinoides J.J.Sm.
1092. Dendrobium platygastrium Rchb.f.
1093. Dendrobium platylobum (Schltr.) J.J.Sm.
1094. Dendrobium platyphyllum Schltr.
1095. Dendrobium pleasancium P.O'Byrne & J.J.Verm.
1096. Dendrobium plebeium J.J.Sm.
1097. Dendrobium pleianthum Schltr.
1098. Dendrobium pleurodes Schltr.
1099. Dendrobium pleurothalloides Kraenzl.
1100. Dendrobium plicatile Lindl.
1101. Dendrobium plumilobum J.J.Sm.
1102. Dendrobium podocarpifolium Schltr.
1103. Dendrobium podochiloides Schltr.
1104. Dendrobium pogonantherum J.J.Sm.
1105. Dendrobium pogoniates Rchb.f.
1106. Dendrobium pohnpeiense Schuit. & Peter B.Adams
1107. Dendrobium poissonianum Schltr.
1108. Dendrobium polyanthum Wall. ex Lindl.
1109. Dendrobium polycladium Rchb.f.
1110. Dendrobium polyphyllum Schltr.
1111. Dendrobium polyrhopalon Ormerod
1112. Dendrobium polyschistum Schltr.
1113. Dendrobium polysema Schltr.
1114. Dendrobium polytrichum Ames
1115. Dendrobium ponapense Schltr.
1116. Dendrobium poneroides Schltr.
1117. Dendrobium porphyrochilum Lindl.
1118. Dendrobium potamophilum Schltr.
1119. Dendrobium praecinctum Rchb.f.
1120. Dendrobium praemorsum Schuit. & de Vogel
1121. Dendrobium praetermissum Seidenf.
1122. Dendrobium prasinum Lindl.
1123. Dendrobium prianganense J.J.Wood & J.B.Comber
1124. Dendrobium × primulardii Horridge
1125. Dendrobium procerum Schltr.
1126. Dendrobium procumbens Carr
1127. Dendrobium profusum Rchb.f.
1128. Dendrobium prostheciglossum Schltr.
1129. Dendrobium prostratum Ridl.
1130. Dendrobium proteranthum Seidenf.
1131. Dendrobium protractum Dauncey
1132. Dendrobium pruinosum Teijsm. & Binn.
1133. Dendrobium pseudoaloifolium J.J.Wood
1134. Dendrobium pseudoaprinum J.J.Sm.
1135. Dendrobium pseudocalceolum J.J.Sm.
1136. Dendrobium pseudoclavator J.J.Wood
1137. Dendrobium pseudoconanthum J.J.Sm.
1138. Dendrobium pseudoconvexum Ames
1139. Dendrobium pseudoequitans Fessel & Lückel
1140. Dendrobium pseudoglomeratum T.M.Reeve & J.J.Wood
1141. Dendrobium pseudointricatum Guillaumin
1142. Dendrobium pseudokurashigei J.J.Wood
1143. Dendrobium pseudolamellatum J.J.Wood & A.L.Lamb
1144. Dendrobium pseudopeloricum J.J.Sm.
1145. Dendrobium pseudorarum Dauncey
1146. Dendrobium pseudostriatellum J.J.Wood & P.O'Byrne
1147. Dendrobium pseudotenellum Guillaumin
1148. Dendrobium puberulilingue J.J.Sm.
1149. Dendrobium pugioniforme A.Cunn. ex Lindl.
1150. Dendrobium pulchellum Roxb. ex Lindl.
1151. Dendrobium pulchrum Schltr.
1152. Dendrobium pulleanum J.J.Sm.
1153. Dendrobium pullenianum Ormerod
1154. Dendrobium pulvilliferum Schltr.
1155. Dendrobium pulvinatum Schltr.
1156. Dendrobium punamense Schltr.
1157. Dendrobium punbatuense J.J.Wood
1158. Dendrobium puncticulosum J.J.Sm.
1159. Dendrobium puniceum Ridl.
1160. Dendrobium purpureiflorum J.J.Sm.
1161. Dendrobium purpureoflavescens Ormerod
1162. Dendrobium purpureostelidium Ames
1163. Dendrobium purpureum Roxb.
1164. Dendrobium putnamii A.D.Hawkes & A.H.Heller
1165. Dendrobium pycnostachyum Lindl.
1166. Dendrobium quadriferum Schltr.
1167. Dendrobium quadrilobatum Carr
1168. Dendrobium quadrilobum Rolfe
1169. Dendrobium quadriquetrum J.J.Sm.
1170. Dendrobium quinquecallosum J.J.Sm.
1171. Dendrobium quinquecaudatum J.J.Sm.
1172. Dendrobium quinquedentatum J.J.Sm.
1173. Dendrobium quinquelobatum Schltr.
1174. Dendrobium quinquelobum (Schltr.) J.J.Sm.
1175. Dendrobium quisumbingii A.D.Hawkes & A.H.Heller
1176. Dendrobium racemosum (Nicholls) Clemesha & Dockrill
1177. Dendrobium rachmatii J.J.Sm.
1178. Dendrobium racieanum Cavestro
1179. Dendrobium radians Rchb.f.
1180. Dendrobium radiatum (D.L.Jones & M.A.Clem.) J.M.H.Shaw
1181. Dendrobium radicosum Ridl.
1182. Dendrobium ramificans J.J.Sm.
1183. Dendrobium ramosii Ames
1184. Dendrobium rantii J.J.Sm.
1185. Dendrobium rappardii J.J.Sm.
1186. Dendrobium rariflorum J.J.Sm.
1187. Dendrobium rarum Schltr.
1188. Dendrobium ravanii Cootes
1189. Dendrobium rechingerorum Schltr.
1190. Dendrobium reconditum Schuit. & Peter B.Adams
1191. Dendrobium recurvatum (Blume) J.J.Sm.
1192. Dendrobium recurvifolium J.J.Sm.
1193. Dendrobium recurvilabre J.J.Sm.
1194. Dendrobium reflexitepalum J.J.Sm.
1195. Dendrobium reflexum Schuit. & de Vogel
1196. Dendrobium refractum Teijsm. & Binn.
1197. Dendrobium regale Schltr.
1198. Dendrobium reginanivis P.O'Byrne & J.J.Verm.
1199. Dendrobium regium Prain
1200. Dendrobium reineckei Schltr.
1201. Dendrobium remotisepalum J.J.Sm.
1202. Dendrobium rennellii P.J.Cribb
1203. Dendrobium repandum Schuit. & de Vogel
1204. Dendrobium restrepioides (W.Suarez & M.A.Clem.) J.M.H.Shaw
1205. Dendrobium revolutum Lindl.
1206. Dendrobium reypimentelii Cootes, Cabactulan & M.Leon
1207. Dendrobium rhabdoglossum Schltr.
1208. Dendrobium rhipidolobum Schltr.
1209. Dendrobium rhodobalion Schltr.
1210. Dendrobium rhodocentrum Rchb.f.
1211. Dendrobium rhodochilum (Ferreras & Cootes) Schuit. & Peter B.Adams
1212. Dendrobium rhodostele Ridl.
1213. Dendrobium rhodostictum F.Muell. & Kraenzl.
1214. Dendrobium rhombeum Lindl.
1215. Dendrobium rhombopetalum Kraenzl.
1216. Dendrobium rhytidothece Schltr.
1217. Dendrobium rickscottianum P.O'Byrne & J.J.Verm.
1218. Dendrobium ridleyanum Schltr.
1219. Dendrobium rigidifolium Rolfe
1220. Dendrobium rigidum R.Br.
1221. Dendrobium rindjaniense J.J.Sm.
1222. Dendrobium riparium J.J.Sm.
1223. Dendrobium ritaeanum King & Pantl.
1224. Dendrobium roseatum Ridl.
1225. Dendrobium roseicolor A.D.Hawkes & A.H.Heller
1226. Dendrobium roseiodorum Sathap., T.Yukawa & Seelanan
1227. Dendrobium roseipes Schltr.
1228. Dendrobium rosellum Ridl.
1229. Dendrobium roseoflavidum Schltr.
1230. Dendrobium roseonervatum Schltr.
1231. Dendrobium roseosparsum P.O'Byrne & J.J.Verm.
1232. Dendrobium roseostriatum Ridl.
1233. Dendrobium rotundatum (Lindl.) Hook.f.
1234. Dendrobium rubropictum Schltr.
1235. Dendrobium ruckeri Lindl.
1236. Dendrobium ruginosum Ames
1237. Dendrobium rugosum (Blume) Lindl.
1238. Dendrobium rugulosum J.J.Sm.
1239. Dendrobium rumphiae Rchb.f.
1240. Dendrobium rupestre J.J.Sm.
1241. Dendrobium rupicola Ridl.
1242. Dendrobium rupicoloides J.M.H.Shaw
1243. Dendrobium × ruppiosum Clemesha
1244. Dendrobium rutriferum Rchb.f.
1245. Dendrobium ruttenii J.J.Sm.
1246. Dendrobium sabahense J.J.Wood
1247. Dendrobium sacculiferum J.J.Sm.
1248. Dendrobium sagittatum J.J.Sm.
1249. Dendrobium salaccense (Blume) Lindl.
1250. Dendrobium salicifolium J.J.Sm.
1251. Dendrobium salmoneum Schltr.
1252. Dendrobium salomonense Schltr.
1253. Dendrobium sambasanum J.J.Sm.
1254. Dendrobium samoense P.J.Cribb
1255. Dendrobium sancristobalense P.J.Cribb
1256. Dendrobium sanderae Rolfe
1257. Dendrobium sandsii J.J.Wood & C.L.Chan
1258. Dendrobium sanguinolentum Lindl.
1259. Dendrobium sanseiense Hayata
1260. Dendrobium sarawakense Merr.
1261. Dendrobium sarcochilus Finet
1262. Dendrobium sarcophyllum Schltr.
1263. Dendrobium sarmentosum Rolfe
1264. Dendrobium savannicola Schltr.
1265. Dendrobium sayeri Schltr.
1266. Dendrobium scabrilingue Lindl.
1267. Dendrobium schettleri Cootes, Cabactulan, Pimentel & M.Leon
1268. Dendrobium schinzii Rolfe
1269. Dendrobium schistoglossum Schltr.
1270. Dendrobium schneiderae F.M.Bailey
1271. Dendrobium schoeninum Lindl.
1272. Dendrobium schouteniense J.J.Sm.
1273. Dendrobium schuetzei Rolfe
1274. Dendrobium schuitemanii Thoerle & P.O'Byrne
1275. Dendrobium schulleri J.J.Sm.
1276. Dendrobium schwartzkopfianum Kraenzl.
1277. Dendrobium schweinfurthianum A.D.Hawkes & A.H.Heller
1278. Dendrobium scirpoides Schltr.
1279. Dendrobium scopa Lindl.
1280. Dendrobium scopula Schltr.
1281. Dendrobium scoriarum W.W.Sm.
1282. Dendrobium scorpionis Ormerod
1283. Dendrobium scotiiforme J.J.Sm.
1284. Dendrobium sculptum Rchb.f.
1285. Dendrobium secundum (Blume) Lindl. ex Wall.
1286. Dendrobium sematoglossum Schltr.
1287. Dendrobium senile C.S.P.Parish & Rchb.f.
1288. Dendrobium sepikanum Schltr.
1289. Dendrobium septemcostulatum J.J.Sm.
1290. Dendrobium seranicum J.J.Sm.
1291. Dendrobium serena-alexianum J.J.Wood & A.L.Lamb
1292. Dendrobium serratilabium L.O.Williams
1293. Dendrobium serratipetalum Schltr.
1294. Dendrobium sessanicum Apang
1295. Dendrobium setifolium Ridl.
1296. Dendrobium setosum Schltr.
1297. Dendrobium shearmanii Schuit. & de Vogel
1298. Dendrobium shiraishii T.Yukawa & M.Nishida
1299. Dendrobium shixingense Z.L.Chen, S.J.Zeng & J.Duan
1300. Dendrobium shompenii B.K.Sinha & P.S.N.Rao
1301. Dendrobium shramii Ormerod
1302. Dendrobium siberutense J.J.Sm.
1303. Dendrobium sibilense Ormerod
1304. Dendrobium sibuyanense Lubag-Arquiza, Naranja, Baldos & Sacdalan
1305. Dendrobium sidikalangense Dauncey
1306. Dendrobium siewhongii (P.O'Byrne) J.M.H.Shaw
1307. Dendrobium signatum Rchb.f.
1308. Dendrobium similissimum Ormerod
1309. Dendrobium simondii Gagnep.
1310. Dendrobium simplex J.J.Sm.
1311. Dendrobium singaporense A.D.Hawkes & A.H.Heller
1312. Dendrobium singkawangense J.J.Sm.
1313. Dendrobium singulare Ames & C.Schweinf.
1314. Dendrobium sinianum P.O'Byrne
1315. Dendrobium sinominutiflorum S.C.Chen, J.J.Wood & H.P.Wood
1316. Dendrobium sinsuronense J.J.Wood
1317. Dendrobium sinuosum Ames
1318. Dendrobium sirophyton Schuit. & de Vogel
1319. Dendrobium sitanalae J.J.Sm.
1320. Dendrobium sladei J.J.Wood & P.J.Cribb
1321. Dendrobium sleumeri Ormerod
1322. Dendrobium smillieae F.Muell.
1323. Dendrobium smithianum Schltr.
1324. Dendrobium solomonense (Carr) Schuit. & Peter B.Adams
1325. Dendrobium somae Hayata
1326. Dendrobium soriense Howcroft
1327. Dendrobium sororium Schltr.
1328. Dendrobium spatella Rchb.f.
1329. Dendrobium spathilabium Ames & C.Schweinf.
1330. Dendrobium spathilingue J.J.Sm.
1331. Dendrobium spathipetalum J.J.Sm.
1332. Dendrobium spathulatum L.O.Williams
1333. Dendrobium × speciokingianum T.Lawr.
1334. Dendrobium speciosum Sm.
1335. Dendrobium speckmaieri Fessel & Lückel
1336. Dendrobium spectabile (Blume) Miq.
1337. Dendrobium spectatissimum Rchb.f.
1338. Dendrobium speculum J.J.Sm.
1339. Dendrobium spenceanum Ormerod
1340. Dendrobium sphenochilum F.Muell. & Kraenzl.
1341. Dendrobium spiculatum Schuit.
1342. Dendrobium spinuliferum Ormerod
1343. Dendrobium spurium (Blume) J.J.Sm.
1344. Dendrobium squamiferum J.J.Sm.
1345. Dendrobium steatoglossum Rchb.f.
1346. Dendrobium steinii J.J.Sm.
1347. Dendrobium stelidiiferum J.J.Sm.
1348. Dendrobium stella-silvae (Loher & Kraenzl.) Ames
1349. Dendrobium stellare Dauncey
1350. Dendrobium stelliferum J.J.Sm.
1351. Dendrobium stenocentrum Schltr.
1352. Dendrobium stenoglossum Gagnep.
1353. Dendrobium stenophyllum Schltr.
1354. Dendrobium stenophytoides (P.O'Byrne & J.J.Verm.) Schuit. & Peter B.Adams
1355. Dendrobium stenophyton Schltr.
1356. Dendrobium stenopterum (Rchb.f.) Chadim
1357. Dendrobium stictanthum Schltr.
1358. Dendrobium stipiticola Ormerod
1359. Dendrobium stockelbuschii Schettler
1360. Dendrobium stockeri T.Yukawa
1361. Dendrobium stolleanum Schltr.
1362. Dendrobium stratiotes Rchb.f.
1363. Dendrobium straussianum Schltr.
1364. Dendrobium strebloceras Rchb.f.
1365. Dendrobium strepsiceros J.J.Sm.
1366. Dendrobium striatellum Carr
1367. Dendrobium stricticalcarum W.Suarez & Cootes
1368. Dendrobium strictum Ridl.
1369. Dendrobium striolatum Rchb.f.
1370. Dendrobium strongylanthum Rchb.f.
1371. Dendrobium strongyloflorum J.J.Wood
1372. Dendrobium stuposum Lindl.
1373. Dendrobium suavicans J.M.H.Shaw
1374. Dendrobium subacaule Reinw. ex Lindl.
1375. Dendrobium subansiriense D.Verma & Barbhuiya
1376. Dendrobium subbilobatum Schltr.
1377. Dendrobium subcarinatum Ormerod
1378. Dendrobium subclausum Rolfe
1379. Dendrobium subelobatum J.J.Sm.
1380. Dendrobium subfalcatum J.J.Sm.
1381. Dendrobium subflavidum Ridl.
1382. Dendrobium subintegrum (P.J.Cribb & B.A.Lewis) Schuit. & Peter B.Adams
1383. Dendrobium sublobatum J.J.Sm.
1384. Dendrobium subpandifolium J.J.Sm.
1385. Dendrobium subpetiolatum Schltr.
1386. Dendrobium subquadratum J.J.Sm.
1387. Dendrobium subradiatum J.J.Sm.
1388. Dendrobium subretusum J.J.Sm.
1389. Dendrobium subserratum Schltr.
1390. Dendrobium subtricostatum J.J.Sm.
1391. Dendrobium subulatoides Schltr.
1392. Dendrobium subulatum (Blume) Lindl.
1393. Dendrobium subuliferum J.J.Sm.
1394. Dendrobium × suffusum Cady
1395. Dendrobium sulcatum Lindl.
1396. Dendrobium sulphureum Schltr.
1397. Dendrobium summerhayesianum A.D.Hawkes & A.H.Heller
1398. Dendrobium superans J.J.Sm.
1399. Dendrobium × superbiens Rchb.f.
1400. Dendrobium sutepense Rolfe ex Downie
1401. Dendrobium sutiknoi P.O'Byrne
1402. Dendrobium suzukii T.Yukawa
1403. Dendrobium swartzii A.D.Hawkes & A.H.Heller
1404. Dendrobium sylvanum Rchb.f.
1405. Dendrobium taeniocaule Schuit., Juswara & Droissart
1406. Dendrobium takadui (Schltr.) J.J.Sm.
1407. Dendrobium tampangii P.O'Byrne
1408. Dendrobium tangerinum P.J.Cribb
1409. Dendrobium tanjiewhoei J.J.Wood & C.L.Chan
1410. Dendrobium tapiniense T.M.Reeve
1411. Dendrobium taurinum Lindl.
1412. Dendrobium taurulinum J.J.Sm.
1413. Dendrobium taveuniense Dauncey & P.J.Cribb
1414. Dendrobium tawauense J.J.Wood
1415. Dendrobium taylorii (F.Muell.) F.M.Bailey
1416. Dendrobium teloense J.J.Sm.
1417. Dendrobium tenellum (Blume) Lindl.
1418. Dendrobium tentaculatum Schltr.
1419. Dendrobium tenue J.J.Sm.
1420. Dendrobium tenuicaule Hook.f.
1421. Dendrobium terengganuensis Rosli & Latiff
1422. Dendrobium teretifolium R.Br.
1423. Dendrobium terminale C.S.P.Parish & Rchb.f.
1424. Dendrobium tetrachromum Rchb.f.
1425. Dendrobium tetraedre (Blume) Lindl.
1426. Dendrobium tetragonum A.Cunn. ex Lindl.
1427. Dendrobium tetralobatum (P.O'Byrne & J.J.Verm.) Schuit. & Peter B.Adams
1428. Dendrobium tetralobum Schltr.
1429. Dendrobium textile J.J.Sm.
1430. Dendrobium thinhii Aver.
1431. Dendrobium thyrsiflorum B.S.Williams
1432. Dendrobium thyrsodes Rchb.f.
1433. Dendrobium thysanophorum Schltr.
1434. Dendrobium tinukariensis Sulist. & P.O'Byrne
1435. Dendrobium tiongii Cootes
1436. Dendrobium tipula J.J.Sm.
1437. Dendrobium tipuliferum Rchb.f.
1438. Dendrobium tobaense J.J.Wood & J.B.Comber
1439. Dendrobium tokai Rchb.f.
1440. Dendrobium tomaniense J.J.Wood
1441. Dendrobium toppiorum A.L.Lamb & J.J.Wood
1442. Dendrobium torajaense P.O'Byrne
1443. Dendrobium toressae (F.M.Bailey) Dockrill
1444. Dendrobium torquisepalum Kraenzl.
1445. Dendrobium torricellense Schltr.
1446. Dendrobium tortile Lindl.
1447. Dendrobium tortitepalum J.J.Sm.
1448. Dendrobium toxopei J.J.Sm.
1449. Dendrobium tozerense Lavarack
1450. Dendrobium trachythece Schltr.
1451. Dendrobium trankimianum T.Yukawa
1452. Dendrobium transparens Wall. ex Lindl.
1453. Dendrobium transtilliferum J.J.Sm.
1454. Dendrobium transversilobum J.J.Sm.
1455. Dendrobium trantuanii Perner & X.N.Dang
1456. Dendrobium treacherianum Rchb.f. ex Hook.f.
1457. Dendrobium treubii J.J.Sm.
1458. Dendrobium treutleri (Hook.f.) Schuit. & Peter B.Adams
1459. Dendrobium triangulum J.J.Sm.
1460. Dendrobium tricallosum Ames & C.Schweinf.
1461. Dendrobium trichosepalum Gilli
1462. Dendrobium trichostomum Rchb.f. ex Oliv.
1463. Dendrobium tricristatum Schuit. & Peter B.Adams
1464. Dendrobium tricuspe (Blume) Lindl.
1465. Dendrobium tridentatum Ames & C.Schweinf.
1466. Dendrobium tridentiferum Lindl.
1467. Dendrobium triflorum (Blume) Lindl.
1468. Dendrobium trifurcatum (Carr) Schuit. & Peter B.Adams
1469. Dendrobium trigonellodorum Kraenzl.
1470. Dendrobium trigonopus Rchb.f.
1471. Dendrobium trilamellatum J.J.Sm.
1472. Dendrobium trilobulatum Kores
1473. Dendrobium trinervium Ridl.
1474. Dendrobium triquetrum Ridl.
1475. Dendrobium triste Schltr.
1476. Dendrobium tropaeoliflorum Hook.f.
1477. Dendrobium tropidophorum Schltr.
1478. Dendrobium trullatum J.J.Wood & A.L.Lamb
1479. Dendrobium truncatum Lindl.
1480. Dendrobium truncicola Schltr.
1481. Dendrobium truongcuongii Aver. & V.C.Nguyen
1482. Dendrobium tsangianum (Ormerod) Schuit. & Peter B.Adams
1483. Dendrobium tsii Schuit. & Peter B.Adams
1484. Dendrobium tuberculatum J.J.Sm.
1485. Dendrobium tubiflorum J.J.Sm.
1486. Dendrobium tuensangense Odyuo & C.Deori
1487. Dendrobium tunense J.J.Sm.
1488. Dendrobium × tungchii N.H.Tuan, C.X.Canh & O.Gruss
1489. Dendrobium uliginosum J.J.Sm.
1490. Dendrobium umbellatum (Gaudich.) Rchb.f.
1491. Dendrobium umbonatum Seidenf.
1492. Dendrobium uncatum Lindl.
1493. Dendrobium uncipes J.J.Sm.
1494. Dendrobium undatialatum Schltr.
1495. Dendrobium unibulbe (Seidenf.) Schuit. & Peter B.Adams
1496. Dendrobium unicarinatum Kores
1497. Dendrobium unicorne Ames
1498. Dendrobium unicum Seidenf.
1499. Dendrobium uniflorum Griff.
1500. Dendrobium × usitae T.Yukawa
1501. Dendrobium usterii Schltr.
1502. Dendrobium usterioides Ames
1503. Dendrobium ustulatum Carr
1504. Dendrobium utile J.J.Sm.
1505. Dendrobium vagabundum A.D.Hawkes & A.H.Heller
1506. Dendrobium vagans Schltr.
1507. Dendrobium validicolle J.J.Sm.
1508. Dendrobium vanderwateri Ridl.
1509. Dendrobium vandifolium Finet
1510. Dendrobium vandoides Schltr.
1511. Dendrobium vanhulstijnii J.J.Sm.
1512. Dendrobium vanilliodorum J.J.Sm.
1513. Dendrobium vanleeuwenii J.J.Sm.
1514. Dendrobium vannouhuysii J.J.Sm.
1515. Dendrobium vanuatuense Schuit. & Peter B.Adams
1516. Dendrobium velutinelabrum M.A.Clem. & Cootes
1517. Dendrobium ventricosum Kraenzl.
1518. Dendrobium ventrilabium J.J.Sm.
1519. Dendrobium venustum Teijsm. & Binn.
1520. Dendrobium vernicosum Schltr.
1521. Dendrobium verruciferum Rchb.f.
1522. Dendrobium verruciflorum Schltr.
1523. Dendrobium verruculosum Schltr.
1524. Dendrobium versicolor Cogn.
1525. Dendrobium versteegii J.J.Sm.
1526. Dendrobium vesiculosum M.A.Clem. & D.L.Jones
1527. Dendrobium vestigiiferum J.J.Sm.
1528. Dendrobium × vexabile Rchb.f.
1529. Dendrobium vexillarius J.J.Sm.
1530. Dendrobium victoriae-reginae Loher
1531. Dendrobium vietnamense Aver.
1532. Dendrobium villosulum Wall. ex Lindl.
1533. Dendrobium vinosum Schltr.
1534. Dendrobium violaceoflavens J.J.Sm.
1535. Dendrobium violaceominiatum Schltr.
1536. Dendrobium violaceopictum Schltr.
1537. Dendrobium violaceum Kraenzl.
1538. Dendrobium violascens J.J.Sm.
1539. Dendrobium virgineum Rchb.f.
1540. Dendrobium viridiflorum F.M.Bailey
1541. Dendrobium viridulum Ridl.
1542. Dendrobium virotii Guillaumin
1543. Dendrobium vitiense Rolfe
1544. Dendrobium vogelsangii P.O'Byrne
1545. Dendrobium × vonpaulsenianum A.D.Hawkes
1546. Dendrobium vonroemeri J.J.Sm.
1547. Dendrobium wangliangii G.W.Hu, C.L.Long & X.H.Jin
1548. Dendrobium wantipiense Ormerod
1549. Dendrobium wardianum R.Warner
1550. Dendrobium wassellii S.T.Blake
1551. Dendrobium wattii (Hook.f.) Rchb.f.
1552. Dendrobium wekainense Ormerod
1553. Dendrobium wenshanense Q.Xu, Y.B.Luo & Z.J.Liu
1554. Dendrobium wentianum J.J.Sm.
1555. Dendrobium wenzelii Ames
1556. Dendrobium whistleri P.J.Cribb
1557. Dendrobium wichersii Schltr.
1558. Dendrobium widjajanum Ormerod
1559. Dendrobium wightii A.D.Hawkes & A.H.Heller
1560. Dendrobium williamsianum Rchb.f.
1561. Dendrobium williamsonii Day & Rchb.f.
1562. Dendrobium wilsonii Rolfe
1563. Dendrobium wisselense P.J.Cribb
1564. Dendrobium woluense J.J.Sm.
1565. Dendrobium womersleyi T.M.Reeve
1566. Dendrobium woodsii P.J.Cribb
1567. Dendrobium wulaiense Howcroft
1568. Dendrobium xanthoacron Schltr.
1569. Dendrobium xanthocheilum (Aver.) J.M.H.Shaw
1570. Dendrobium xanthogenium Schltr.
1571. Dendrobium xantholeucum Rchb.f.
1572. Dendrobium xanthomeson Schltr.
1573. Dendrobium xanthophlebium Lindl.
1574. Dendrobium xanthothece Schltr.
1575. Dendrobium xichouense S.J.Cheng & Z.Z.Tang
1576. Dendrobium xiphophyllum Schltr.
1577. Dendrobium xylophyllum Kraenzl.
1578. Dendrobium yeageri Ames & Quisumb.
1579. Dendrobium × yengiliense T.M.Reeve
1580. Dendrobium yondaliae Ormerod
1581. Dendrobium yongii J.J.Wood
1582. Dendrobium ypsilon Seidenf.
1583. Dendrobium yulianiae Schuit. & P.O'Byrne
1584. Dendrobium zamboangense Ames
1585. Dendrobium zebrinum J.J.Sm.
1586. Dendrobium zhenghuoense S.P.Chen, Liang Ma & M.He Li
1587. Dendrobium zhenyuanense D.P.Ye ex Jian W.Li, D.P.Ye & X.H.Jin